# Tarot de Marseille
Der Tarot de Marseille gehört zu den ältesten und weltweit populärsten Tarot-Decks. In anderen Erdteilen nennt man es – der Landessprache entsprechend – Tarot of Marseille(s) (englisch), Tarot de Marsella (spanisch) oder Tarocchi Di Marsiglia (italienisch). Im deutschsprachigen Raum blieb es bei der französischen Bezeichnung Tarot de Marseille.
Als Tarot bezeichnet man einen Satz Spielkarten, der heute in erster Linie der Selbsterkenntnis und der Situationsanalyse sowie zum Wahrsagen dient. Ursprünglich und bis ins 18. Jahrhundert ist jedoch ausschließlich der Gebrauch zum Kartenspiel bekannt. Im 16. Jahrhundert entstehen in Frankreich die Motive des Tarot de Marseille. Das Tarot de Marseille wird richtungsweisend für die prinzipielle Gestaltung, die Abfolge der Bilder, deren Nummerierung und Bezeichnungen nachfolgender Spiele. Namensgeber für das Tarot de Marseille ist die südfranzösische Hafenstadt Marseille. Hier lag der Schwerpunkt der Kartenproduktion. Tarot de Marseille bezeichnet dabei eine Gruppe eng verwandter Kartensätze, ist also eher der Gattungsbegriff für den wichtigsten Strang der Tarottradition als nicht eigentlich Name eines bestimmten. Neben dem Waite Tarot und dem Crowley Thoth Tarot gilt das Tarot de Marseille, das wahrscheinlich um 1500 in Südfrankreich in Umlauf kam, als wichtigstes Tarot-Deck.

## Diverse Decks

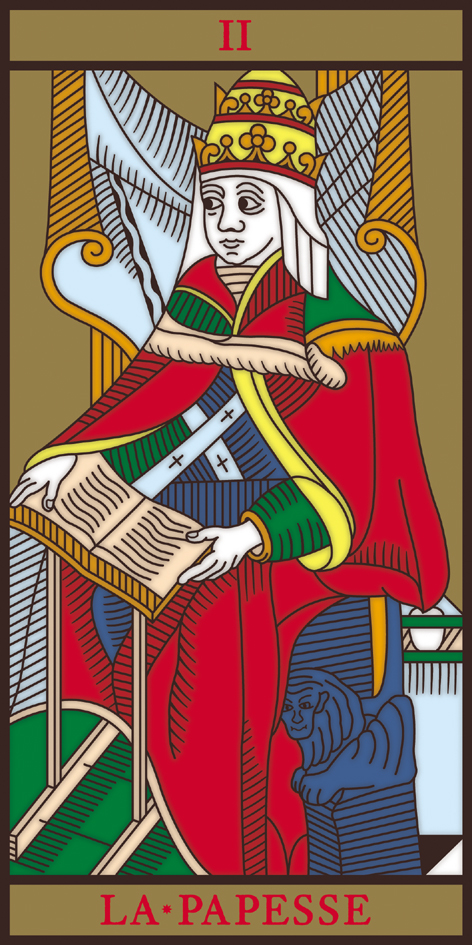
II DIE PÄPSTIN im Marseille-Tarot

Auf dem Markt sind mehrere unterschiedliche Decks erhältlich, die alle zur Gruppe des Marseiller Tarots gezählt werden.
- 22 Arcanos Mayores (Naipes Comas 1981)
- Ancien Tarot de Marseille (??? ???)
- Ancien Tarot de Marseille (Grimaud 1930)
- Angel Tarot (U. S. Games 1980)
- Divination Tarot (Naipes Comas 1988)
- Jean Noblet Tarot (Jean-Claude Flornoy 2007)
- Jean Dodal Tarot (Jean Dodal 1701)
- Le Tarot de Marseille (??? 1985)
- Oswald Wirth Tarot (??? 1889)
- Tarocco di 78 Carte Bologna Sec. XVIII (1989)
- Tarocco Popolare di Marsiglia (Il Meneghello 1984)
- Tarot Classic (Johannes Müller 1971)
- Tarot de Marseille (AGM AGMüller 1990)
- Tarot de Marseille (Camoin/Jodorowsky 1998)
- Tarot de Marseille (Claude Burdel 1751)
- Tarot de Marseille (David Berti 18. Jh.)
- Tarot de Marseille (Fournier 1983)
- Tarot de Marseille (Gassmann 1840–1860)
- Tarot de Marseille (Giuseppe Drago ca. 1790)
- Tarot de Marseille (Gorizia 18. Jh.)
- Tarot de Marseille (Kosheleva 2001)
- Tarot de Marseille (Nicolas Conver 1760)
- Tarot de Marseille (unbekannt ca. 1830)
- Tarot de Marseille Convos (AGM AGMüller 1999)
- Tarot des Centuries (J. P. Payen 1713)
- Tarot Español (Fournier 1975)
- Tarot Rhenan (Piatnik 1984)
- Universal Tarot of Marseilles (Claude Burdel 1751)